# Sant’Apollinare in Classe

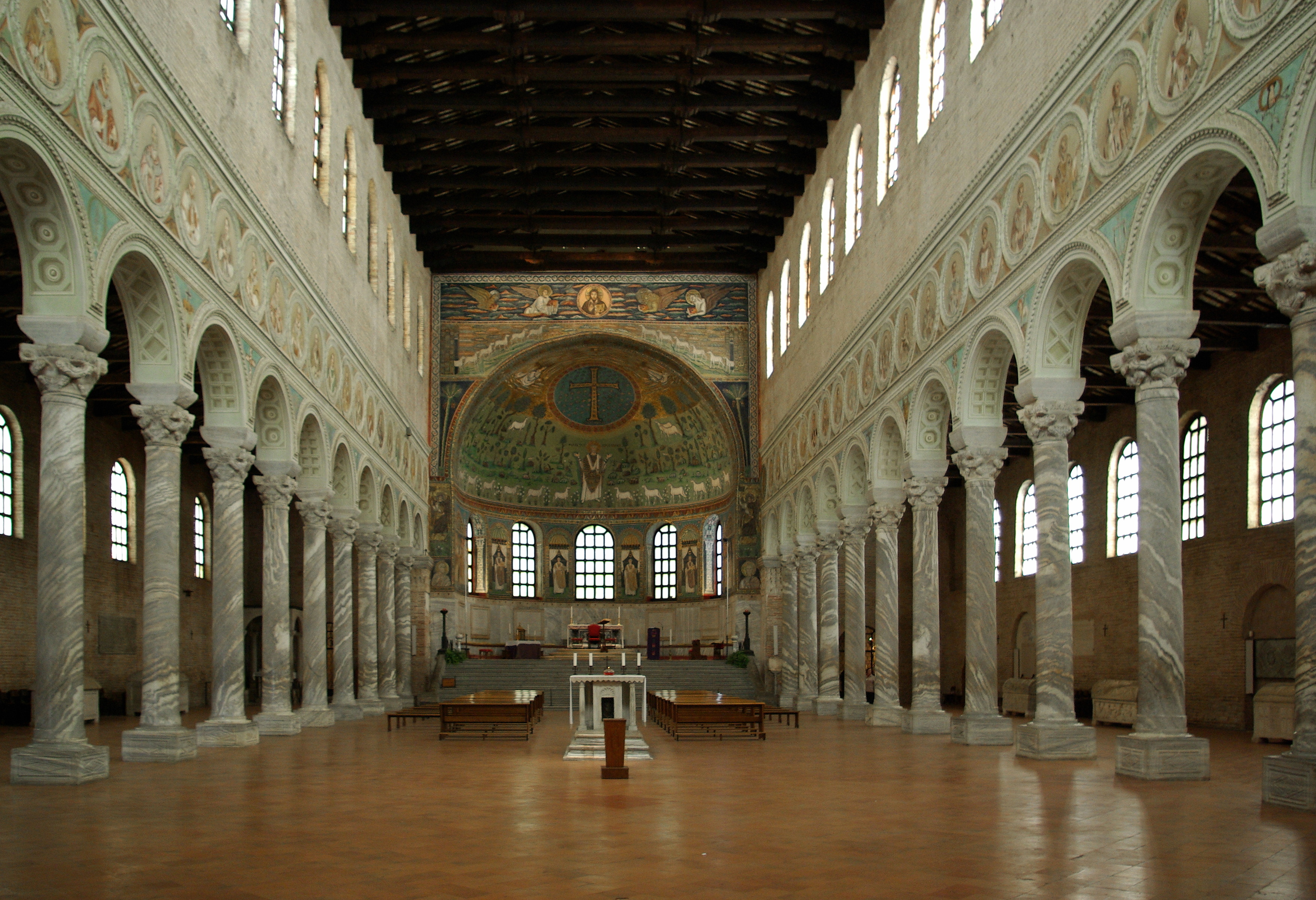
A templom belülről

A Sant’Apollinare in Classe templom Classéban, Ravennától nem messze, Olaszországban. Mindenekelőtt a belső falakat borító mozaikokról híres, mint a többi bizánci alapítású templom Ravennában. Hét másik ravennai késő ókori építészeti emlékművel a Sant’Apollinare in Classe az UNESCO kulturális világörökség részévé nyilvánította.
A templom építését Ursicinus püspök kezdte, és 549. május 9-én Maximian püspök szentelte föl. Az építkezés költségét a gazdag bankáros Iulianus Argentarius fedezte. A név részét kepéző „in Classe” elnevezésnek az oka az itt található ókori római város neveCivitas Classis, amelyet Augustus császár az Adriai-tenger védelmére az akkori Római Birodalom második legnagyobb hadikikötőjévé építettek ki Ravennánál. A város lakói nagy számban érkeztek a Bizánci Birodalom keleti tartományaiból, Szent Apollinárisz is Antiókiából származott és az 1. század végén vagy a 2. század elején érkezett Ravennába. Ő alapította az itteni keresztény közösséget, és lett a gyülekezet első püspöke. A bazilikát sírja fölé építették, viszont földi maradványait később, a 9. században áthelyezték a Sant’Apollinare Nuovo-bazilikába, Ravenna központjába.